# Mangora volcan
Mangora volcan är en spindelart som beskrevs av Herbert Walter Levi 2005. Mangora volcan ingår i släktet Mangora och familjen hjulspindlar.
Artens utbredningsområde är Panama. Inga underarter finns listade i Catalogue of Life.